# Saint-Paul-Trois-Châteaux
Saint-Paul-Trois-Châteaux település Franciaországban, Drôme megyében. Lakosainak száma 8776 fő (2022. január 1.). Saint-Paul-Trois-Châteaux La Garde-Adhémar, Clansayes, Pierrelatte, Saint-Restitut és Bollène községekkel határos.

## Népesség
A település népessége az elmúlt években az alábbi módon változott:
| Lakosok száma | 4350 | 6412 | 6789 | 8214 | 8851 | 8969 | 8937 | 8736 | 8731 | 8776 |
|               | 1968 | 1982 | 1990 | 2006 | 2013 | 2015 | 2017 | 2019 | 2020 | 2022 |